# Lepidiota centralis
Lepidiota centralis är en skalbaggsart som beskrevs av Britton 1978. Lepidiota centralis ingår i släktet Lepidiota och familjen Melolonthidae. Inga underarter finns listade i Catalogue of Life.